# Impasse traversante

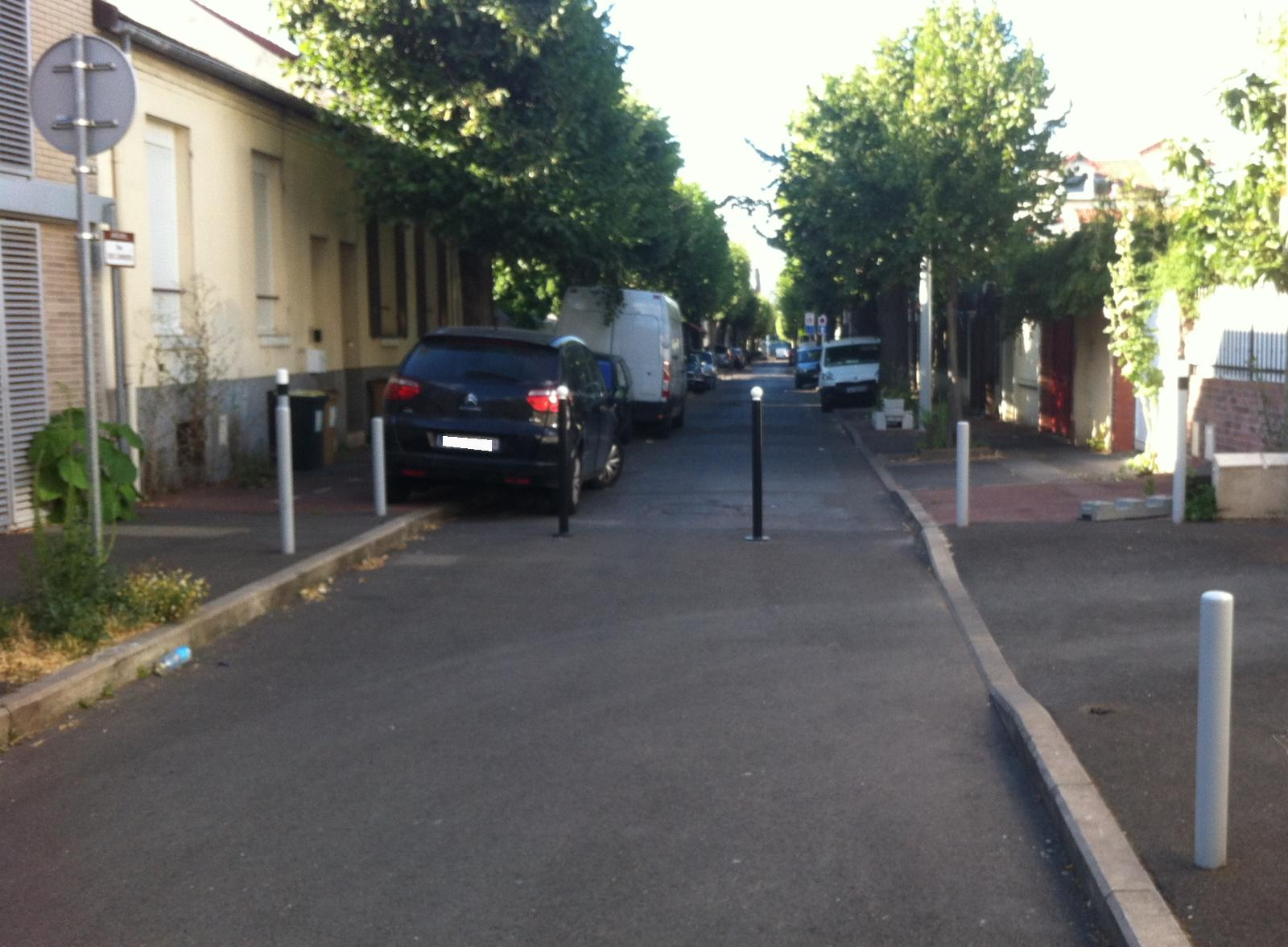
Impasse traversante dans la rue Henri-Kleynhoff entre Arcueil et Gentilly (94).

Une impasse traversante, aussi appelée impasse avec issue piétonne et cycliste, est une rue qui peut être traversée sur toute sa longueur par les piétons et les cyclistes mais pas par les véhicules motorisés. Pour ces derniers, il s'agit d'une impasse. Les véhicules motorisés peuvent y entrer par un des côtés mais doivent y sortir du même côté. Sa formulation la plus basique consiste en deux potelets installés au milieu de la chaussée. Il s'agit d'un type d'aménagement destiné à apaiser la circulation et favoriser les mobilités actives qui est commun aux Pays-Bas.

Panneau de signalisation C13d, indiquant une impasse traversante.

Les impasses traversantes sont en principe signalées par un panneau de signalisation routière. En France il s'agit du panneau C13d, créé par l’arrêté du 6 décembre 2011 modifiant l’instruction interministérielle de signalisation routière (IISR). Cet arrêté introduit plusieurs changements dans la signalisation des aménagements et des itinéraires cyclables et notamment la notion de Code de la rue.
Le quartier Vauban à Freibourg-en-Brisgau (Allemagne) est un exemple célèbre d'apaisement de la circulation à l'aide d'impasses traversantes.